# BM Valladolid
Club Balonmano Valladolid foi um clube de handebol de Valladolid, Espanha. O clube foi fundado em 1991, competindo inicialmente na liga local e foi dissolvido em 2014. No mesmo ano foi refundado como Atlético Valladolid.

## Títulos

### Copa ASOBAL
- Campeão: 2002-03

## Notáveis handebolistas
- Julio Fis
- Iñaki Malumbres Aldave
- Václav Lanča
- László Hoffmann
- József Bordás
- Nenad Bilbija
- Guillaume Joli
- Håvard Tvedten
- Chema Rodríguez
- Žikica Milosavljević
- Alen Muratović
- Eric Gull
- Óscar Perales
- Juan Bosco Rentero
- Víctor Hugo López
- Víctor Alonso
- Gregor Lorger
- Marko Krivokapić
- Tin Tokić
- Alexis Rodríguez
- Juan Bosco Rentero
- Luka Ščurek
- Patrick Eilert
- Davor Čutura
- Jorge García Vega

## Ligações Externas
- página na EHF